# NGC 2599
NGC 2599 est une vaste galaxie spirale située dans la constellation du Cancer. NGC 2599 a été découverte par l'astronome germano-britannique William Herschel en 1784.

## Caractéristiques
La classe de luminosité de NGC 2599 est I et elle présente une large raie HI. Selon la base de données Simbad, NGC 2599 est possiblement une galaxie active qui contient un quasar

### Distance
Sa vitesse par rapport au fond diffus cosmologique est de 4 995 ± 17 km/s, ce qui correspond à une distance de Hubble de 73,7 ± 5,2 Mpc (∼240 millions d'al).

### Émission de radiation ultraviolette
NGC 2599 est une galaxie dont le noyau brille dans le domaine de l'ultraviolet. Elle est inscrite dans le catalogue de Markarian sous la cote Mrk 389 (MK 389).

## Supernova
La supernova SN 1965P a été découverte le 6 mars 1965 par H.S. Gates à l'observatoire Palomar. Le type de cette supernova n'a pas été déterminé.